# Indigofera subsecunda
Indigofera subsecunda är en ärtväxtart som beskrevs av François Gagnepain. Indigofera subsecunda ingår i släktet indigosläktet, och familjen ärtväxter. Inga underarter finns listade i Catalogue of Life.